# Maya Bringolf
Maya Bringolf (* 1969 in Schaffhausen) ist eine Schweizer Bildende Künstlerin und arbeitet hauptsächlich im Bereich Skulptur. Sie lebt und arbeitet in Zürich.

## Leben und Werk
Maya Bringolf studierte 1992 bis 2000 an der Hochschule für Gestaltung in Zürich und an der Akademie der Bildenden Künste München bei Gerhard Berger und Ben Willikens. Sie beschäftigt sich im weitesten Sinn mit Kreisläufen und Systemen, die unter anderem in Form von raumgreifenden Soundinstallationen mit Lüftungsrohren und Orgelpfeifen auftreten. Bringolf bezieht existenzielle Themen wie Zerstörung und Versehrtheit in ihren Arbeitsprozess mit ein und entwickelt so Skulpturen. Diese können sowohl körperlicher als auch systemischer Natur sein. In einer Reihe Fotocollagen werden z. B. auch Ölbohrinseln und Barockorgeln zusammengebracht, so dass neuartige, surreale Architekturen entstehen.
2019 entstanden erste Arbeiten mit perforierten und abgefackelten Bürostühlen, durch dessen Löcher sich verschiedene Rohre winden. Die Bandbreite der von ihr eingesetzten Materialien reicht von Polyurethanschaum über Epoxyharz, Lüftungsrohre, Orgelpfeifen, alte Möbeln und Mäntel bis zu Autolack und einem Harley-Auspuff. Für Breader zum Beispiel schmilzt sie weisse Monoblockstühle und knetet dann die klebrige Masse mit Kies, Sand, Stahl und Farbgranulat zusammen, bohrt Stahlrohre hinein und zersägt die Klumpen mit der Kreissäge.

## Ausstellungen

### Einzelausstellungen (Auswahl)
- 2008: Whipped Dream#1, Kunsthaus Baselland[4]
- 2009: Floating Widget, Galerie Groeflin/Maag, Zürich[5]
- 2009: Shaken and Stirred, John Schmid Galerie, Basel[6]
- 2010: Mammon und Divan, message salon downtown, Zürich[7]
- 2011: Mutual Transition, Galerie Steinle Contemporary, München, Deutschland[1]
- 2015/2016: Loaded Circles, Kunst(Zeug)Haus, Rapperswil-Jona[1]
- 2018:  Phantom Horizon, Kunstraum Kreuzlingen[8], Kreuzlingen
- 2022: Deep Diving, Studio_K3[9], Zürich
- 2024: Kneader, Kunstkasten Winterthur[10]
- 2025: Braided Kneader, fontein/Kunsthaus Aussersihl Zürich[11]

### Gruppenausstellungen (Auswahl)
- 2003: Anyway, Vebikus, Schaffhausen[12]
- 2003: WIR, HIER!, lothringer13/halle, München, Deutschland[13]
- 2005: Kulturförderpreis (A.C.-Stiftung), Wenkenhof Riehen, Basel[14]
- 2006: Linie-Plastik, Dina4 Projekte, München, Deutschland[15]
- 2008: Auf der Kruste, Ausstellungsraum Klingental, Basel[16]
- 2008: Swiss Art Awards, Messezentrum Basel[17]
- 2009: Werkbeiträge, Kunstkredit Basel-Stadt, Kunsthaus Baselland
- 2009: Swiss Art Awards, Messezentrum Basel[18]
- 2010: this is not my beautiful home, Dienstgebäude, Zürich[19]
- 2010: Die Magie des Alltäglichen, Kunst(Zeug)Haus, Rapperswil-Jona[20]
- 2010: Alltag und Ambiente – Alltagskultur der 1950er Jahre im Dialog mit zeitgenössischer Kunst, Kunstverein Pforzheim, Deutschland
- 2011: Territoires, Sculptures dans le parc de Szilassy, 11ème édition de Bex&Arts, Bex[21]
- 2011: Meine Füsse gehen lieber aus der Zeit, K3 Project Space, Zürich
- 2012: Fool for April, Perla Mode, Zürich
- 2012: Meret‘s Funken, Surrealismen in der zeitgenössischen Schweizer Kunst, Kunstmuseum Bern[22]
- 2013: Werk- und Atelierstipendien der Stadt Zürich, Helmhaus, Zürich[23]
- 2015: Werkschau 2015, Kanton Zürich, Museum Haus Konstruktiv, Zürich[24]
- 2016: Gasträume, KiöR, Kunst im öffentlichen Raum, Zürich[25]
- 2017: Refugium, Biennale Skulpturen-Symposium Weiertal, Zürich
- 2017: Die Augen der Bilder, Museum Langmatt, Baden[26]
- 2020: Touch me I’m sick, Kunstraum Baden, Baden[27]
- 2021: Light Up, Galerie Bromer[28], Zürich
- 2021: Sound and Silence, Kunstmuseum Bonn[29], Deutschland
- 2022: Acht Räume, Kunst(Zeug)Haus[30], Rapperswil/Jona
- 2024: An der Schwelle des Museums, Migros Museum für Gegenwartskunst[31], Zürich
- 2024: Kunst vereint, Museum zu Allerheiligen[32], Schaffhausen

## Kunst am Bau
- 2006: Doppelseitige Fassadengestaltung, Müller-Rischart, Marienplatz München

## Preise und Auszeichnungen
- 2000: 1. Preis Dannerwettbewerb, Kunstakademie München
- 2001: Ernte-Kunstpreis 2001 der Credit Suisse Schaffhausen
- 2003: Auslandatelier Helsinki/Finnland, iaab, CMS Stiftung, Basel[33]
- 2004: Atelier Berlin, Kunstkredit Basel-Stadt
- 2005: Kulturförderpreis 2005 der Alexander Clavel Stiftung
- 2008: Eidgenössischer Preis für Kunst
- 2009: Ernte-Kunstpreis 2009 der Credit Suisse Schaffhausen
- 2009: Werkbeitrag, Kunstkredit Basel-Stadt
- 2009: Eidgenössischer Preis für Kunst[34]
- 2012: Atelierstipendium Fundaziun NAIRS
- 2013: Werkstipendium, Stadt Zürich[35]
- 2015: Anerkennungspreis, UBS-Kulturstiftung[36]
- 2015: Werkbeitrag, Kanton Zürich  [37]
- 2015: Förderbeitrag, Kanton und Stadt Schaffhausen
- 2018: Atelierstipendium Berlin, Kanton Zürich[38]

## Ankäufe/Sammlungen
- 2005/2009: Kulturelles Baselland
- 2006/2008: Bank Julius Bär
- 2008: Museum zu Allerheiligen, Schaffhausen
- 2009: Hauser & Wirth (Privatsammlung)
- 2010/2011: John Schmid, Kloster Schönthal (Privatsammlung)
- 2010/2017: Peter Bosshard (Privatsammlung, heute Kunst(Zeug)Haus in Rapperswil-Jona)
- 2012/2016: Kunstmuseum Bern
- 2013: Kunstverein Schaffhausen

## Bibliographie (Auswahl)

### Monographien
- Maya Bringolf: Loaded Circles. Monographie. modo Verlag, Freiburg i.Br. 2015, ISBN 978-3-86833-183-7.[39]

### Kataloge
- die Augen der Bilder. Porträt von Fragonard bis Dumas. Katalog zur Ausstellung im Museum Langmatt. Texte von Markus Stegmann und Isabel Zürcher. Hatje Cantz Verlag, Berlin, ISBN 978-3-7757-4334-1, 2017[40]
- Swiss Art Awards 2009. Text von Irene Müller. Katalog herausgegeben vom Bundesamt für Kultur, 2009.
- Swiss Art Awards 2008. Text von Irene Müller. Katalog herausgegeben vom Bundesamt für Kultur, 2008.
- WIR, HIER! Katalog.  Autoren: Anne Erfle, Petra Giloy-Hirtz, Johann Frederik Hartle, Elisabeth Hartung, Tanja Pol, Silke Rindermann, Margit Rosen, Christian Schoen. Revolver-Verlag, Frankfurt am Main/München 2003.[41]

### Presseartikel
- Phantom Horizon. Pressetext von Irene Müller zur Einzelausstellung im Kunstraum Kreuzlingen, Kreuzlingen, 2018[42]
- Heftige Gesten, dumpfe Melodien. Text von Suzanne Kappeler zur Ausstellung Loaded Circles, Kunst(ZEUG)Haus Rapperswil-Jona, Feuilleton Neue Zürcher Zeitung, 2016
- Maya Bringolf: Loaded Circles, Fokus von Daniela Hardmeier, Kunstbulletin 1–2/2016[43]
- Merets Funken – Surrealismen in der zeitgenössischen Schweizer Kunst. Texte von Kathleen Bühler u. a. Kunstmuseum Bern, 19. Oktober 2012[44]
- Das Erbgut der Ikone. Text von Alice Henkes zur Ausstellung „Merets Funken“, Kunstmuseum, Bern. Tages Anzeiger, Oktober 2012.
- Meret Oppenheims fabelhafte Erben. Text von Sabine Arlitt zur Ausstellung Merets Funken, Kunstmuseum Bern. Der Landbote, November 2012.
- Territoires. Bex-Arts, Sculptures dans le parc de Szilassy. Texte von Pascal Häusermann u. a. Triennale, 11. Ausstellungskatalog. édition, 2011[45]
- Der Reiz des Alltäglichen. Text von Suzanne Kappeler zur Ausstellung Die Magie des Alltäglichen, Kunst(ZEUG)Haus Rapperswil-Jona. Neue Zürcher Zeitung, 2010.[46]
- Shaken and Stirred. Besprechung von Irene Müller zur Ausstellung in der John Schmid Galerie, Basel. Kunstbulletin 12/200?, S. 56/57.
- Reize ausreizen, Text von Daniel Morgenthaler zur Ausstellung Shaken and Stirred in der John Schmid Galerie, Basel. Basler Zeitung, November 2009.
- Wertvolle Unterschiede. Text von Karen N. Gerig zur Ausstellung Auf der Kruste im Ausstellungsraum Klingental, Basel. Basler Zeitung, baz kulturmagazin, August 2008.
- Kreaturen aus dem Baumarkt. Text von Karen N. Gerig zur Ausstellung Whipped Dream #1 im Kunsthaus Baselland. Basler Zeitung, baz kulturmagazin, Januar 2008.
- Umbau am Marienplatz. (Zusammen mit Architekt Markus Link und Künstler Petr Kvicala) München. Text von Elisabeth Hartung, herausgegeben von Gerhard Müller-Rischart. Juni 200?.
- Auf der Linie, gegen den Strich. Dina4 Projekte, München. Text von Hanne Weskott zur Ausstellung Linie Plastik. Süddeutsche Zeitung, Münchner Kultur, 3.5., Nr. 101, 2006.
- Villa Kunterbunt. Fünf Preisträger der Clavel-Stiftung in Riehen. Text von Simon Baur. Basler Zeitung, bazkulturmagazin, Mai 2005.
- Synapsen – Schaltstellen im Netz der Disziplinen. Luitpold Lounge, München. Text von Elisabeth Hartung. Luitpold Lounge Magazin, Nr. 3, 2004.
- WIR, HIER, Lothringer13/halle, München, Das Ornament, der Dämon von Margit Rosen, Revolver Verlag, Archiv für aktuelle Kunst, 2003.[13]
- Die ewigen Jagdgründe. Museum zu Allerheiligen, Schaffhausen. Texte von Markus Stegmann. 2002.
- Die ersten Jahre der Professionalität 21. Galerie der Künstler, München. Texte von Elisabeth Hartung, 2002.